# Нобл, Шерил
Ше́рил Нобл (англ. Cheryl Noble; род. 29 сентября 1956, Виктория) — канадская кёрлингистка, бронзовый призёр зимних Олимпийских игр 2002 года.

## Спортивная карьера
Самых больших успехов Шерил добилась играя в команде Келли Лоу. Нобл стала чемпионкой мира 2000 и бронзовой медалисткой зимних Олимпийских игр 2002 года в Солт-Лейк-Сити. На эти турниры Нобл приезжала в качестве запасной. На Олимпийских играх Шерил приняла участие лишь в одной игре против сборной России.
В 2003 году Келли Лоу распустила команду, и Шерил Нобл решила завершить спортивную карьеру, но спустя несколько лет вернулась в спорт и теперь принимает участие в турнирах среди ветеранов, в том числе дважды став чемпионкой Канады и мира.

## Достижения
- Зимние Олимпийские игры: бронза (2002).
- Чемпионат мира по кёрлингу среди женщин: золото (2000).
- Чемпионат Канады по кёрлингу среди женщин: серебро (2001), бронза (2005).
- Канадский олимпийский отбор по кёрлингу: золото (2001).
- Чемпионат мира по кёрлингу среди ветеранов: золото (2009, 2011).
- Чемпионат Канады по кёрлингу среди ветеранов: золото (2008, 2010).

- В 2002 году введена в зал спортивной славы канадской провинции Британская Колумбия.

## Команды
| Сезон                                          | Четвёртый        | Третий          | Второй             | Первый           | Запасной                              | Турниры              |
| ---------------------------------------------- | ---------------- | --------------- | ------------------ | ---------------- | ------------------------------------- | -------------------- |
| 1999—00                                        | Келли Лоу        | Джулия Скиннер  | Джорджина Уиткрофт | Диана Нельсон    | Шерил Нобл тренер: Элейн Дагг-Джексон | ЧМ 2000              |
| 2000—01                                        | Келли Лоу        | Джулия Скиннер  | Джорджина Уиткрофт | Диана Нельсон    | Шерил Нобл тренер: Элейн Дагг-Джексон | ЧК 2001              |
| 2001—02                                        | Келли Лоу        | Джулия Скиннер  | Джорджина Уиткрофт | Диана Нельсон    | Шерил Нобл тренер: Gene Friesen       | КООК 2001 · ЗОИ 2002 |
| 2004—05                                        | Келли Скотт      | Мишель Аллен    | Саша Картер        | Рене Симмонс     | Шерил Нобл тренер: Джерри Ричард      | ЧК 2005              |
| 2007—08                                        | Пэт Сандерс      | Шерил Нобл      | Roselyn Craig      | Кристин Юргенсон |                                       | ЧКВ 2008             |
| 2008—09                                        | Пэт Сандерс      | Шерил Нобл      | Roselyn Craig      | Кристин Юргенсон |                                       | ЧМВ 2009             |
| 2009—10                                        | Кристин Юргенсон | Шерил Нобл      | Пэт Сандерс        | Roselyn Craig    |                                       | ЧКВ 2010             |
| 2010—11                                        | Кристин Юргенсон | Шерил Нобл      | Пэт Сандерс        | Roselyn Craig    | Lena West тренер: Билл Чирхарт        | ЧМВ 2011             |
| Кёрлинг среди смешанных команд (mixed curling) |                  |                 |                    |                  |                                       |                      |
| 1992—93                                        | Steve Skillings  | Джорджина Хоукс | Sean Cromarty      | Шерил Нобл       |                                       | [ 2 ]                |
| 2000—01                                        | Wes Craig        | Roselyn Craig   | Randy Thiessen     | Шерил Нобл       |                                       | [ 2 ]                |

(скипы выделены полужирным шрифтом)